# Patrone (epicureo)
Patrone (Atene, inizio I secolo a.C. – dopo il 70 a.C.) è stato un filosofo greco antico, scolarca epicureo.

## Biografia
Patrone (in greco Πάτρων) visse per qualche tempo a Roma, dove conobbe, tra gli altri, Cicerone e la famiglia di Gaio Memmio. A questo punto, o successivamente, conquistò anche l'amicizia di Attico. 
Da Roma si ritirò o tornò ad Atene, e lì succedette a Fedro come capo della scuola epicurea, all'incirca nel 70 a.C.
Memmio, mentre era ad Atene, aveva ottenuto dall'Areopago il permesso per abbattere un vecchio muro appartenente alla proprietà lasciata da Epicuro per l'uso della sua scuola. Ciò fu considerato da Patrone come una sorta di profanazione, e di conseguenza si rivolse ad Attico e Cicerone, per indurli a usare la loro influenza presso l'Areopago per ottenere l'annullamento del decreto. Attico scrisse anche a Cicerone sull'argomento e quest'ultimo arrivò ad Atene il giorno dopo la partenza di Memmio per Mitilene. 
Vedendo che Memmio aveva abbandonato il suo progetto di erigere l'edificio con il quale il muro in questione avrebbe interferito, acconsentì ad aiutare nella faccenda; ma pensando che l'Areopago non avrebbe ritirato il suo decreto senza il consenso di Memmio, scrisse a quest'ultimo, sollecitando la sua richiesta in un'elegante epistola, che esiste ancora ed è la fonte unica per la biografia di Patrone.